# Congrés d'Habitatge de Catalunya
El Congrés d'Habitatge de Catalunya és un espai de trobada, debat i organització organitzat per la Plataforma d'Afectats per la Hipoteca, el Sindicat de Llogateres i organitzacions afins per fer front a la Crisi de l'habitatge a Catalunya.

## Primer Congrés d'Habitatge
El I Congrés d'Habitatge se celebrà el 16 i 17 de novembre de 2019 al recinte Fabra i Coats de Barcelona, i s'hi plantejà la unitat i la capacitat de lluita del moviment per l'habitatge. El congrés coincidí amb una crisi econòmica i social agreujada per la pandèmia de COVID-19 que evidencià un deteriorament de les condicions de vida dels seus participants, però alhora ajudà a identificar i analitzar les limitacions que l'organització creia que necessitava superar.
El Congrés establí com a objectius analitzar la situació del moviment per l'habitatge en conjunt i proposar objectius assumibles, crear eines organitzatives que permetessin actuar conjuntament quan es cregués necessari i augmentar l'eficiència dels esforços dedicats al moviment i articular tàctiques i estratègies comunes que ajudessin a assolir objectius.

## Segon Congrés d'Habitatge
A la tardor de 2022, els impulsors iniciaren de nou un procés de debats preparatoris del II Congrés d'Habitatge, que hauria de clarificar tàctiques i estratègies i enfortir l'organització, amb objectiu de desmercantilitzar l'habitatge. Aquest II Congrés d'Habitatge de Catalunya se celebraria el 8 i 9 de febrer de 2025 a Granollers, amb la intenció d'ampliar el moviment per l'habitatge, amb la voluntat de crear una confederació de les diverses organitzacions amb l'objectiu de superar el localisme i confluir en un moviment arreu del territori a escala més gran.
Al congrés hi participaren un miler de persones i més de 60 col·lectius i organitzacions en defensa del dret a l'habitatge, a més d'altres organitzacions com Pirineu Viu, Docents de Salt, col·lectius del moviment per l'habitatge a l'Estat espanyol, i va rebre també el suport de col·lectius d'habitatge de Xile, Toronto, Brasil, Los Santos, Manchester, Polònia i Portugal. En aquest congrés s'anuncià el naixement de la Confederació Sindical d’Habitatge de Catalunya (COSHAC), com una organització que agruparia gran part del moviment per l'habitatge, incloent-hi les Plataformes d’Afectades per la Hipoteca de Lleida, Bages, Sant Feliu, Santa Coloma de Gramenet i Baix Montseny, els sindicats de Reus, Tarragona, Vilamajor i Llinars, Pallars i Esplugues de Llobregat, el Sindicat de Llogateres de Catalunya, i sindicats de barri del Poble Sec, Sants, Gràcia, Vallcarca, Verneda i Besós, Sagrera, Sant Andreu i Les Corts, entre d'altres. També s'hi aprovà la creació de la Taula d'Habitatge conformada per la Confederació Sindical d’Habitatge de Catatalunya, el Sindicat de Llogateres de Catalunya, el Sindicat d’Habitatge Socialista de Catalunya i la PAH Barcelona, amb una aliança conjunta amb la Taula Sindical formada pels sindicats laborals COS, Co.bas, CGT, CNT, IAC i Solidaridad Obrera.